# Xã Macville, Quận Aitkin, Minnesota
Xã Macville (tiếng Anh: Macville Township) là một xã thuộc quận Aitkin, tiểu bang Minnesota, Hoa Kỳ. Năm 2010, dân số của xã này là 206 người.